# Finale Europacup II 1976
De finale van de Europacup II van het seizoen 1975/76 werd gehouden op 5 mei 1976 in het Heizelstadion in Brussel. Voor het eerst in de geschiedenis stond er een Belgische club in de finale. RSC Anderlecht nam het op tegen het Engelse West Ham United. François Van der Elst speelde zich met twee doelpunten in de kijker van West Ham, waar hij in 1981 een contract zou tekenen.
Bij West Ham speelden enkel Engelsen mee. Bij RSC Anderlecht stonden er zeven Belgen en vier Nederlanders op het veld. Ook trainer Hans Croon was een Nederlander.

## Wedstrijdverslag
Uit bijgeloof wilde Anderlecht-trainer Hans Croon met dezelfde elf spelers als in de heenwedstrijd van de halve finale tegen Sachsenring Zwickau aan de finale beginnen. Dat betekende dat invaller Michel Lomme in de basis mocht starten als rechtsachter en dat aanvoerder Erwin Vandendaele naast het elftal viel. Daardoor schoof de gebruikelijke rechtsachter Gilbert Van Binst naar het centrum van de verdediging en kreeg hij ook de aanvoerdersband. In de aanval koos Croon met Peter Ressel en Robbie Rensenbrink voor twee (flank)aanvallers. In het centrum speelde Arie Haan, die als spelverdeler de twee aanvallers moest ondersteunen. Ook rechtermiddenvelder François Van der Elst dook regelmatig in de spits op. De controlerende middenvelder Ludo Coeck raakte in de wedstrijd al snel geblesseerd, waardoor de 19-jarige Frank Vercauteren mocht invallen. Vercauteren nam de positie over van linkermiddenvelder Jean Dockx, die op zijn beurt naar de positie van de uitgevallen Coeck doorschoof.
Bij West Ham United bestond de aanvalslinie uit diepe spits Billy Jennings en vleugelspitsen Pat Holland en Keith Robson. Vanuit het middenveld kregen ze steun van de aanvallende middenvelder Trevor Brooking. De verdediging werd geleid door de vaak inschuivende aanvoerder Billy Bonds.
Bij het uitvallen van Coeck stond Anderlecht al 1–0 achter na een goal van Pat Holland. Net voor de rust kwam Anderlecht op gelijke hoogte. Verdediger Frank Lampard sr., vader van Frank jr., maakte een inschattingsfout waardoor Peter Ressel er met de bal vandoor kon. Via Ressel zorgde Rob Rensenbrink voor de 1–1.
Na de rust zorgde Van der Elst voor de voorsprong, maar Keith Robson maakte na 68 minuten gelijk. Rensenbrink trapte RSC Anderlecht nadien vanop de stip opnieuw op voorsprong en net voor affluiten zorgde de snelle Van der Elst via een counter voor de beslissing. Gelegenheidsaanvoerder Gilbert Van Binst mocht de Europacup II als eerste in ontvangst nemen.
|                          |                        |       |                                                   |                                                                                      |
| 5 mei 1976 20:15 (UTC+2) | West Ham United        | 2 – 4 | RSC Anderlecht                                    | Heizelstadion, Brussel Toeschouwers: 51.296 Scheidsrechter: Robert Wurtz (Frankrijk) |
| 5 mei 1976 20:15 (UTC+2) | Holland 28' Robson 68' |       | 42', 73' (pen.) Rensenbrink 48', 88' Van der Elst | Heizelstadion, Brussel Toeschouwers: 51.296 Scheidsrechter: Robert Wurtz (Frankrijk) |

| West Ham | Anderlecht |

| West Ham United: |    |                 |     |
|                  |    |                 |     |
| GK               | 1  | Mervyn Day      |     |
| RB               | 2  | Keith Coleman   |     |
| CB               | 4  | Billy Bonds     |     |
| CB               | 5  | Tommy Taylor    |     |
| LB               | 3  | Frank Lampard   | 47' |
| CM               | 10 | Trevor Brooking |     |
| CM               | 6  | John McDowell   |     |
| CM               | 8  | Graham Paddon   |     |
| RW               | 7  | Pat Holland     |     |
| CF               | 9  | Billy Jennings  |     |
| LW               | 11 | Keith Robson    |     |
| Invallers:       |    |                 |     |
| FW               | 12 | Alan Taylor     | 47' |
| GK               | 13 | Robert Ferguson |     |
| DF               | 14 | Kevin Lock      |     |
| MF               | 15 | Alan Curbishley |     |
| Coach:           |    |                 |     |
| John Lyall       |    |                 |     |

| Anderlecht: |    |                        |     |
|             |    |                        |     |
| GK          | 1  | Jan Ruiter             |     |
| RB          | 2  | Michel Lomme           |     |
| CB          | 4  | Gilbert Van Binst      |     |
| CB          | 3  | Hugo Broos             |     |
| LB          | 5  | Jean Thissen           |     |
| RM          | 7  | François Van der Elst  |     |
| CM          | 10 | Ludo Coeck             | 32' |
| AM          | 8  | Arie Haan              |     |
| LM          | 6  | Jean Dockx             |     |
| RF          | 9  | Peter Ressel           |     |
| LF          | 11 | Rob Rensenbrink        |     |
| Invallers:  |    |                        |     |
| GK          | 12 | Jacky Munaron          |     |
| FW          | 13 | Torsten-Frank Andersen |     |
| DF          | 14 | Michel De Groote       |     |
| MF          | 15 | Frank Vercauteren      | 32' |
| Coach:      |    |                        |     |
| Hans Croon  |    |                        |     |

1960/61 · 1961/62 · 1962/63 · 1963/64 · 1964/65 · 1965/66 · 1966/67 · 1967/68 · 1968/69 · 1969/70 · 1970/71 · 1971/72 · 1972/73 · 1973/74 · 1974/75 · 1975/76 · 1976/77 · 1977/78 · 1978/79 · 1979/80 · 1980/81 · 1981/82 · 1982/83 · 1983/84 · 1984/85 · 1985/86 · 1986/87 · 1987/88 · 1988/89 · 1989/90 · 1990/91 · 1991/92 · 1992/93 · 1993/94 · 1994/95 · 1995/96 · 1996/97 · 1997/98 · 1998/99